# Пиотровский, Тадеуш (социолог)
Тадеуш Пиотровский (пол. Tadeusz Piotrowski, англ. Thaddeus Piotrowski, родился 10 февраля 1940 в Рысвянке) — американский историк и социолог польского происхождения, профессор социологии на кафедре социальных наук университета Нью-Гэмпшира в Манчестере.

## Биография
Родился 10 февраля 1940 года в местечке Рысвянка на Волыни (ныне Ровненская область). В 1943 году с родителями покинул территорию, спасаясь от преследований, и эмигрировал в США. Окончил университет Святого Франциска в Лоретто в 1963 году (степень бакалавра), степени магистра и доктора философии по социологии получил в университете Пенсильвании. Занимается исследованием социальной истории Холокоста и антропологией. Автор нескольких книг об истории Польши во Второй мировой войне, специализируется на истории польских этнических меньшинств. Также Пиотровскому принадлежат книги о польском походе советских войск и массовой гибели поляков на Волыни от рук украинских националистов.
За свои исторические труды профессор Пиотровский получил несколько наград в знак его вклада в развитие и пропаганду польской культуры и истории в США, а также в сохранение памяти борьбы поляков за независимость.

## Награды
- University of New Hampshire Outstanding Associate Professor Award, the Faculty Scholar Award and a three-year Carpenter Professorship Award[1]
- The Cultural Achievement Award from the American Council for Polish Culture[1]
- The Literary Award of the Polish Sociocultural Centre of the Polish Library in London[1]
- The Gold Medal Award of the American Institute of Polish Culture in Florida[1]
- The Interpreter of Perennial Wisdom Award from the Monuments Conservancy of New York[1]
- Certificate of Merit from the Warsaw-based Association of Combat Veterans and Former Political Prisoners of the Republic of Poland[1]